# Isaiah Wilkerson
Isaiah Jamal Wilkerson (ur. 13 listopada 1990 w Nowym Jorku) – amerykański koszykarz grający na pozycji rzucającego obrońcy.
17 sierpnia 2017 został zawodnikiem Legii Warszawa. 2 listopada po rozegraniu 5 spotkań sezonu regularnego został zwolniony.

## Osiągnięcia
Stan na 18 sierpnia 2017, na podstawie, o ile nie zaznaczono inaczej.
NCAA
- Wicemistrz konferencji Great West (GWC – 2012)
- Zawodnik roku Great West (2012)
- Zaliczony do:
  - I składu:
    - Great West (2011–2012)
    - turnieju GWC (2012)

  - składu honorable mention:
    - All-American (2012 przez Associated Press)
    - All-GWC (2010)

Drużynowe
- Brązowy medalista ligi fińskiej (2016)